# 니시아리타촌 (효고현)
니시아리타촌(西在田村)은 효고현 가사이군에 설치되었던 촌이다. 현재의 가사이시에 해당한다.